# Утдядинка
Утдя́динка (рос. Утдядинка, удм. Уддядинка) — річка в Росії, ліва притока річки Іж. Протікає територією Кіясовського району Удмуртії та Агризького району Татарстану.
Річка починається на південно-західній околиці села Кіясово на території Кіясовського району. Протікає спочатку на південний схід, потім повертає на південний захід. Нижня течія знаходиться на території Агризького району. Впадає до Іжа навпроти села Назяр. Береги місцями заліснені, приймає декілька дрібних приток.
Над річкою розташоване лише присілок Карамас-Пельга Кіясовського району.